# کلن کلمن
کِـلن کُلمن (انگلیسی: Kelen Coleman؛ زادهٔ ۱۹ آوریل ۱۹۸۴) بازیگر اهل ایالات متحده آمریکا است. وی از سال ۲۰۰۸ میلادی تاکنون مشغول فعالیت بوده‌است.
از فیلم‌ها یا مجموعه‌های تلویزیونی که وی در آن‌ها نقش داشته‌است، می‌توان به دروغ‌های کوچک بزرگ، خاطرات واقعی یک آدمکش بین‌المللی، گروه رفقا و تجربه مارک پیز اشاره نمود.